# Shaban Demiraj
Shaban Demiraj (Vlora, 1920. január 1. – Tirana, 2014. augusztus 30.) albán nyelvész, nyelvtörténész, egyetemi tanár, 1989-től az Albán Tudományos Akadémia rendes tagja, 1993-tól 1997-ig elnöke. Az albán nyelv történeti kutatásának iskolateremtő alakja volt, legjelentősebb eredményeit a történeti alaktan és fonológia kutatása területén érte el.
Bardhyl Demiraj (1958) nyelvész, nyelvtörténész apja.

## Életútja
Demiraj Vlora városában született, de középiskolai tanulmányait már Tiranában fejezte be 1939-ben. 1948 és 1954 között albán irodalmat tanított gjirokastrai és tiranai iskolákban. 1954-ben nevezték ki a tiranai Pedagógiai Főiskola tanárává, majd 1957-től az akkor alapított Tiranai Egyetemen is oktatott. 1972-ben utóbbi anyaintézményében egyetemi tanári címet szerzett. 1990-ben mindkét felsőoktatási intézményből nyugdíjba vonult.

## Munkássága
Eqrem Çabej halálával az albán nyelvtudomány doyenje lett, a nyelvtörténeti kutatások egyik legnagyobb hatású, iskolateremtő alakja volt. A nyelvek iránti érdeklődés már fiatal korában meghatározta pályáját, megtanult latinul, görögül, és élete későbbi szakaszában is nagy hangsúlyt helyezett arra, hogy Európa és a Balkán-félsziget nagyobb nyelveit elsajátítsa. Tudományos érdeklődése elsősorban a nyelvtörténetre, legfőképp az albán nyelv alaktani és fonológiai változásaira irányult, ebben a témakörben több monográfiát is írt. Nyelvtörténészként kísérletet tett az albán nyelv őstörténeti kapcsolatainak feltárására, amelynek során megállapította, hogy bár az albán nyelv szókincsét számos külső hatás érte az évszázadok során, sajátos grammatikai rendszere nagyrészt érintetlen maradt. Példaként az albán nyelv végartikulus-rendszerét hozta fel, amely vizsgálódásai szerint már a szláv népek Balkán-félszigeti letelepedése előtt kialakult. Egyúttal következtetéseket tett arra vonatkozóan is, hogy az albán nyelv nagyszámú ógörög és latin eredetű szava azt igazolhatja, hogy az albán nyelv az erős hellén-római hatásnak kitett korabeli illír nyelvből alakult ki.
1989-ben választották az Albán Tudományos Akadémia rendes tagjává, 1993-tól 1997. augusztus 17-éig a tudományos testület elnöki feladatait is ellátta.

### Főbb művei
- Gramatika e gjuhës shqipe V.1.: Fonetika, morfologjia (’Az albán nyelv nyelvtana V.1.: Fonetika, morfológia’). Tiranë: Drejtoria e Botimeve Shkollore. 1964.
- Historia e gjuhës së shkruar shqipe (’Az írott albán nyelv története’). Prishtinë: Enti i Teksteve dhe i Mjeteve Mësimore. 1970.
- Morfologjia e gjuhës së sotme shqipe (’A mai albán nyelv alaktana’). Prishtinë: Enti i Teksteve dhe i Mjeteve Mësimore. 1971.
- Çështje të sistemit emëror të gjuhës shqipe (’Az albán nyelv névszórendszerének kérdései’). Tiranë: (kiadó nélkül). 1972.
- Morfologjia historike e gjuhës shqipe (’Az albán nyelv történeti alaktana’). Prishtinë: Enti i Teksteve dhe i Mjeteve Mësimore. 1980.
- Gramatikë historike e gjuhës shqipe (’Az albán nyelv történeti nyelvtana’). Tiranë: 8 Nëntori. 1986.

Németül: Historische Grammatik der allbanische Sprache. Wien: Österreichische Akademie der Wissenschaften. 1993.  
- Gjuha shqipe dhe historia e saj (’Az albán nyelv és története’). Tiranë: SHBLU. 1988.
- Eqrem Çabej: Një jetë kushtuar shkencës (’Eqrem Çabej: Egy élet a tudomány szolgálatában’). Tiranë: 8 Nëntori. 1990.
- Gjuhësi ballkanike (’Balkáni nyelvészet’). Shkup: Logos. 1994.
- Fonologjia historike e gjuhës shqipe (’Az albán nyelv történeti fonológiája’). Tiranë: Toena. 1997.
- Prejardhja e shqiptarëve në dritën e dëshmive të gjuhës shqipe (’Az albánok eredete az albán nyelvemlékek tükrében’). Tiranë: Shkenca. 1999.